# Francis Thibaudeau

Clasificación de Francis Thibaudeau.

Francis Thibaudeau fue un tipógrafo francés nacido en Cholet el 19 de abril de 1860 y fallecido en París el 7 de marzo de 1925. Es el padre del primer sistema de clasificación taxonómica de tipos de letra, el cual se bautizó en su honor con el nombre de Clasificación de Thibaudeau. Desarrolló su carrera en la fundición G. Peignot et Fils y en Deberny y Peignot.
Thibaudeau desarrolló su sistema de clasificación tipográfica mientras desarrollaba los voluminosos catálogos tipográficos de las fundiciones G. Peignot et Fills (1901-1925) o Renault et Marcou (1902). Sus dos obras escritas, «La letra de imprenta» (La Lettre d’imprimerie) (1921) y el «Manual francés de tipografía moderna» (Manuel français de typographie moderne) (1924) son referencias fundamentales en el mundo de la tipografía.

## Biografía
Francis Thibaudeau estudió en La Flèche y posteriormente se formó como tipógrafo en las ciudades de Tours y Angers (1891). En 1883, siendo delegado de la ciudad de Angers escribió un informe sobre «La Imprenta en la Exposición Internacional y Colonial en Ámsterdam» (L'Imprimerie à l'Exposition internationale et coloniale d'Amsterdam). En 1892 se mudó a Paris, donde se instaló en el número 4 de la Avenida Reille, donde trabajó en la imprenta de Claude Motteruz hasta 1897.
En 1900 pasó a liderar el taller de composición de la fundición G. Peignot et Fils, donde conoce a su director Georges Peignot. Allí desarrolló una gran afición y sensibilidad por el arte y los diferentes movimientos artísticos de la época, en especial por el Art nouveau. Colaboró estrechamente con Eugène Grasset para la creación de la tipografía Grasset y con George Auriol para la creación de las tipografías Française, Auriol y Robur; con Henri Bellery-Desfontaines para la creación de la tipografía Bellery-Desfontaines. Así mismo, colaboró con Georges Peignot mientras creaba las tipografías Cochin y Nicolas-Cochin; con Henri Parmentier para la creación de Garamond; y con Bernard Naudin para la creación de Naudin.
En 1902 crea el Círculo de estudios tipográficos de París. En 1921 llega a ser vicepresidente de la Asociación corporativa de la Publicidad, de la que acabó llegando a ser presidente de honor.
Su libro La Lettre d’imprimerie está escrito utilizando la tipografía Auriol, habiendo colaborado en su desarrollo junto a su autor George Auriol, lo cual es un fiel reflejo de su pasión por el diseño Art Nouveau.

## Clasificación de Thibaudeau
La clasificación tipográfica de Thibaudeau es un sistema de clasificación taxonómico de tipografías ideado porfrancés Francis Thibaudeau en el segundo tomo de la obra "La lettre d'imprimerie". Thibaudeau planteó agrupar las tipografías en función a la forma de los pies de cada unos de sus glifos, agrupándolas en dos grandes categorías, según si son serifadas o no. Posteriormente estableció un tercer grupo para las tipografías manuales, manuscritas y decorativas, las cuales no encajaban en ninguno de los dos anteriores. 
Debido a los avances posteriores y a la creación de nuevos estilos de tipografía, unidos a la revolución que supuso la llegada de la tipografía digital, la clasificación de Thibadeau quedó obsoleta, ya que establece grupos demasiado amplios en los que no se atiende correctamente a las posibles particularidades que puede tener cada tipografía. Esta clasificación inspiró a otras más modernas y que cuentan con mayor vigencia en la actualidad, como la Clasificación Vox-ATypI.